# M-84D
M-84D је хрватска верзија тенка M-84A4. Слово D у називу означава стандард Degman, којим Хрватска планира да надогради своје M-84 тенкове.

## Карактеристике
На тенку M-84D, изведена су многобројна побољшања у домену ватрене моћи и оклопне заштите, те су решени неки од традиционалних недостатака серије тенкова настале од руског тенка Т-72. Један од основних захтева био је и „отвореност“ архитектуре, што омогућава на рентабилан начин уградњу опреме различитих произвођача и финалну верзију по жељи купца. У односу на примарни модел М-84, побољшање се заснива на уградњи рактивног оклопа, израелског порекла, на чеоној и бочној страни куполе и оклопног тела. На задњем делу куполе је монтирана корпа, која може служити као складишни простор али и као јефтина заштита од пројектила ручних бацача. Измењен је и положај бацача димних кутија који са сада налазе на средишњем делу куполе, по 6 са сваке стране. Бочне стране оклопног тела су такође заштићене реактивним оклопом који је најчешће означаван као RRAK. На куполи су видљиви елементи SUV-a Omega 84D (са термовизијском справом), нишанска справа, метео сензор и детектор ласерског зрачења (задњи део куполе). Такође инсталирани су дисплеји који приказују дигиталну слику бојишта, уз подршку GPS система. Нови су и командни панели и системи комуникације. Командир може дејствовати из ПАМ-а из унутрашњости куполе, која је климатизована. Покретање куполе је сада електромоторно, што поред прецизнијег навођења омогућује и двоструко брже ротирање. Мотор од 1000 коњских снага, опционо може бити замењен снажнијим, а трансмисија је аутоматска. Акумулаторско пуњење је такође ново и поједностављено. Сам процес модернизације може се поделити у две фазе. У првој тенк се потпуно раставља, да би у другој фази ишла поновна монтажа са новим инсталацијама, панелима и уређајима.

## Потенцијални корисници
- Војска Хрватске планира да 75 тенкова М-84 надогради на M-84D стандард
- Тенком M-84D Хрватска је конкурисала за модернизацију кувајтских возила овог типа. Након првобитних понуда из Пољске и Србије (M-84AB1), пажња кувајтских делегација је преусмерена на хрватски модел. Међутим и након више делегација, Кувајт није донео коначну одлуку. Избор ће вероватно осим техничког нивоа понуђених решења, бити условљен и тамошњом војно-политичком ситуацијом и локалним специфичностима.